# كأس تونس 1974–75
كأس تونس لكرة القدم 1974-1975 هو الموسم رقم 20 منذ الاستقلال وال45 منذ إنشائه من كأس تونس لكرة القدم.

فاز بهذا الموسم النجم الرياضي الساحلي، وجاء ثانيا مكارم المهدية.

## روابط خارجية
- الموقع الرسمي للجامعة التونسية لكرة القدم.